# Ceratopsion montebelloensis
Ceratopsion montebelloensis är en svampdjursart som beskrevs av Hooper 1991. Ceratopsion montebelloensis ingår i släktet Ceratopsion och familjen Raspailiidae.
Artens utbredningsområde är havet kring Australien. Inga underarter finns listade i Catalogue of Life.